# 前田 (名古屋市)
前田（まえだ）は、愛知県名古屋市中川区の大字。現在10の小字が設置されている。

## 地理
JR関西本線と近鉄名古屋線の鉄道用地、庄内川の河川用地とその周辺に存在する。東に野田・中須町・本前田町・中村区野田町が、西に富田町大字伏屋・前田西町が、南に大蟷螂町・土野町・本前田町・中須町が、北に横井・横井町・川前町がそれぞれ接する。

### 字一覧
富田町大字前田とその前身である前田村の小字は以下の通り。消滅した字については背景色    で示す。
| 字                       | 字                         |
| ------------------------ | -------------------------- |
| 揚川田（あげかわた）     | 北堤（きたつつみ）         |
| 下川田（しもかわた）     | 新田西（しんでんにし）     |
| 新田東（しんでんひがし） | 新田前（しんでんまえ）     |
| 甚右浦（じんえうら）     | 砂川原（すなかわら）       |
| 堤畑（つつみはた）       | 寺西（てらにし）           |
| 西梅木須（にしうめきす） | 東梅木須（ひがしうめきす） |
| 東縁り（ひがしべり）     | 馬島分（まじまぶん）       |
| 丸池（まるいけ）         | 宮西（みやにし）           |
| 海用（みよう）           | 村東（むらひがし）         |
| 村東北（むらひがしきた） |                            |

## 歴史

### 町名の由来
「前田」という地名の由来は定かでない。加賀国守であった前田氏は当地出身であり、前田氏は当地名を氏として名乗ったと言われている。

### 行政区画の変遷
- 1889年（明治22年）10月1日 - 合併により海東郡前田村が同郡万須田村大字前田となる[2]。
- 1906年（明治39年）7月1日 - 合併により海東郡富田村大字前田となる[2]。
- 1944年（昭和19年）2月11日 - 町制施行により海部郡富田町大字前田となる[2]。
- 1955年（昭和30年）10月1日 - 合併により名古屋市中川区富田町大字前田となる[2]。
- 1974年（昭和49年）11月15日 - 一部が中川区本前田町・横井一丁目・横井二丁目・川前町・横前町・土野町にそれぞれ編入される[2]。
- 1985年（昭和60年）
  - 8月11日 - 一部が中川区前田西町一丁目・前田西町二丁目・前田西町三丁目にそれぞれ編入される[2]。
  - 12月1日 - 一部が中川区前田西町一丁目に編入される[2]。
- その他、中川区伏屋三丁目・野田三丁目・助光一丁目・助光二丁目・大当郎一丁目・大当郎二丁目・中須町にそれぞれ編入される[2]。

## 学区
市立小・中学校に通う場合、学校等は以下の通りとなる。また、公立高等学校に通う場合の学区は以下の通りとなる。
| 字     | 番・番地等 | 小学校                 | 中学校               | 高等学校 |
| ------ | ---------- | ---------------------- | -------------------- | -------- |
| 字丸池 | 全域       | 名古屋市立西前田小学校 | 名古屋市立助光中学校 | 尾張学区 |